# С.А.Ж.
С.А.Ж. (также SAZH) — российская танцевальная поп-группа.

## История
Музыкальная группа С.А.Ж. была образована в январе 2002 года в Ижевске  и начала работать в поп направлении. Основателем и бессменным участником группы является Алексей Вахрушев (псевдоним САЖ). В 2002 же году выходит дебютный альбом «Время», который был назван по одноимённому синглу-хиту. Альбом быстро разошёлся большими тиражами, а композиции «Время», «Круг» и «Знаю» часто звучали в эфире радиостанций. В конце 2002 — начале 2003 годов группа снимает видеоклипы на песни «Время» и «Круг», которые часто демонстрировались в эфире различных телекомпаний и занимали верхние строчки хит-парадов. В это же время С.А.Ж. активно выступали, давая концерты во многих клубах. В 2005 году коллектив распадается, но уже в ноябре 2006 года снова воссоздаётся с новой участницей-солисткой Ibiza.
В начале 2007 года группа выпускает сингл «Ты», который также возымел массовый успех, в том числе с 1 июня войдя в ротацию канала MusicBox.Tv. Клип на указанную композицию занял первое место в хит-параде лучшей десятке канала MusicBox.Tv и продержался там около двух недель. Клип также демонстрировался в других 43 странах. 10 января 2008 года на лейбле Bars Records вышел второй альбом коллектива «Ты». 24 августа 2009 года на лейбле CD Land Records вышел третий полноформатный альбом проекта под названием «Любовь».

## Признание и известность
Проект получил признание, став открытием 2007 года по версии канала «MusicBox TV» и многих других медиа ресурсов, таких как «Bars Media», «Звук-М», ProRadio-Soft и Радио-Хит. Ротация композиций проекта происходила на более чем 90 радиостанций России и стран СНГ, которые охватывали не менее 180 городов.
Некоторые называют группу самым эпатажным проектом страны, в немаловажной степени заслужившим такой статус благодаря клипу «Тёлки», который в качестве визуального ряда имел танцующих под музыку полуобнажённых девушек, а также вызывающий текст.
Группа сотрудничает с организациями Креатив Медиа и INFON, занимающимися распространением мобильного контента.

## Ремиксы
Ремиксы на композиции проекта выходили в таких сборниках, как FORTDance, Russian Dj's Arena и Russian Mega Party.

## Участники
- Алексей Вахрушев (САЖ) — вокал, MC
- Евгений — гитара, клавишные
- Ibiza — вокал

## Дискография
- 2002 — «Время»
- 2007 — «Ты» (сингл)
- 2008 — «Ты»
- 2009 — «Любовь»
- 2010 — «Тёлки» (Барс-Рекордс)
- 2012 - "Мальчик мой" (Звук-М)

## Видеоклипы
- «Время»
- «Круг»
- "Ты"[5]
- "Тёлки"[5]
- "Туда назад в лето"[5]
- "Я не МАААСКВА"[5]

## Саундтреки
- Трек "Тёлки" группы САЖ использован в скетчкоме "FAQ. Мастер пикапа" на MTV
- В рекламе "Альпен-Гольд батончик" (Alpen Gold 2015) звучит трек группы САЖ "ТЫы (Club version)"[6]

## Факты
В 2015 году участник группы Алексей Вахрушев принимал участие в кастинге кандидатов на телешоу канала ТНТ «Битва экстрасенсов». Алексей успешно прошел все этапы отбора, однако отказался от участия в проекте ради того, чтобы заниматься музыкой. 3 декабря 2017 года Алексей принял участие в международном конкурсе людей со сверхспособностями "Нереальная реальность" по результатам которого вошел в тройку финалистов.